# Sakurako-san no ashimoto ni wa shitai ga umatteiru
Sakurako-san no ashimoto ni wa shitai ga umatteiru (櫻子さんの足下には死体が埋まっている? lett. "Un cadavere è sepolto sotto i piedi di Sakurako") è una serie di light novel scritta da Shiori Ōta e illustrata da Tetsuo. L'opera è pubblicata da Kadokawa Shoten sotto l'etichetta Kadokawa Bunko e dal 23 febbraio 2013 sono stati pubblicati sette volumi, di cui sono state vendute oltre 600 000 copie. Un adattamento anime, prodotto da Troyca, è andato in onda tra ottobre e dicembre 2015, mentre un live action basato sulla serie ha avuto inizio su Fuji TV il 23 aprile 2017.

## Personaggi
Shōtarō Tatewaki (館脇 正太郎?, Tatewaki Shōtarō)
è uno studente di  liceo che assiste Sakurako nelle sue spedizioni alla ricerca di ossa animali; ma i due finiscono sempre per trovare resti umani. Shōtarō è il Watson della storia: è (in genere) il narratore e tiene Sakurako sotto controllo, data l'abitudine che lei ha di cercare di tenere i resti umani per la sua collezione.
Sakurako Kujou (九条 櫻子?, Kujō Sakurako)
è una bella donna geniale e appassionata di ossa. È un'osteologa. Ha preso dal nonno, un medico forense, cognizioni e abilità. Ha una passione morbosa per gli scheletri e ama vivere da sola (a parte la governante).
Yuriko Kōgami (鴻上 百合子?, Kōgami Yuriko)
Ume Sawa (沢梅?, Sawa Ume)
Itsuki Isozaki (磯崎 齋?, Isozaki Itsuki)
Sōko Chiyoda (千代田 薔子?, Chiyoda Sōko)
Naoe Ariwara (在原 直江?, Ariwara Naoe)
Hiroki Utsumi (内海 洋貴?, Utsumi Hiroki)
Hector (へクター?, Hector)
è un cagnone di pelo lungo e bianco.

## Media

### Anime
Un adattamento anime, prodotto da Troyca, è andato in onda tra l'ottobre e il dicembre 2015. La serie è diretta da Makoto Katō con la sceneggiatura di Takayo Ikami. La sigla d'apertura e di chiusura sono rispettivamente di True e del gruppo Technoboys Pulcraft Green-Fund, inoltre, quest'ultimo comporrà pure la colonna sonora.